# Ashley Judd
Ashley Judd, született Ashley Tyler Ciminella (Granada Hills, Kalifornia, 1968. április 19. –) amerikai színésznő, politikai aktivista, Naomi Judd countryénekesnő lánya.

## Élete és pályafutása
Ismertebb filmjei közé tartozik a Szemtől szemben (1995), a Ha ölni kell (1996), a Norma Jean és Marilyn (1996), A gyűjtő (1997) és a Kettős kockázat (1999). A 2000-es évek elejétől feltűnt az Ahol a szív lakik (2000), a Frida (2002), a Tiszta ügy (2002), a De-Lovely – Ragyogó évek (2004), a Bogárűző (2006), a Delfines kaland (2011), a Támadás a Fehér Ház ellen (2013) és az Egy kutya hazatér (2019) című filmekben. A beavatott-filmsorozat három részében (2014–2016) Natalie Portert alakította. 
A 2012-ben bemutatott Missing – Elrabolva című televíziós sorozat főszereplőjeként Primetime Emmy-jelölést kapott. 2017–2019 között a Berlini küldetés című drámasorozat főszereplője volt.

## Filmográfia

### Film
| Év   | Magyar cím                         | Eredeti cím                            | Szerep                         | Magyar hang         |
| ---- | ---------------------------------- | -------------------------------------- | ------------------------------ | ------------------- |
| 1992 | Kuffs, a zűrös zsaru               | Kuffs                                  | festékbolt-tulajdonos felesége |                     |
| 1993 |                                    | Ruby in Paradise                       | Ruby Lee Gissing               |                     |
| 1995 | Szemtől szemben                    | Heat                                   | Charlene Shiherlis             | Dudás Eszter        |
| 1995 | Füst                               | Smoke                                  | Felicity                       | Zakariás Éva        |
| 1995 | Darkly Noon passiója               | The Passion of Darkly Noon             | Callie                         | Zakariás Éva        |
| 1996 | Ha ölni kell                       | A Time to Kill                         | Carla Brigance                 | Tallós Rita         |
| 1996 | Hétköznapi élet (Amerikai rémálom) | Normal Life                            | Pam Anderson                   | Kisfalvi Krisztina  |
| 1997 | A gyűjtő                           | Kiss the Girls                         | Dr. Kate McTiernan             | Náray Erika         |
| 1997 | A jövevény                         | The Locusts                            | Kitty                          |                     |
| 1998 | Simon Birch, a kisember            | Simon Birch                            | Rebecca Wenteworth             | Kiss Mari           |
| 1999 | Kettős kockázat                    | Double Jeopardy                        | Elizabeth "Libby" Parsons      | Majsai-Nyilas Tünde |
| 1999 | A tanú szeme                       | Eye of the Beholder                    | Joanna Eris                    | Kéri Kitty          |
| 2000 | Ahol a szív lakik                  | Where the Heart Is                     | Lexie Coop                     | Zakariás Éva        |
| 2001 | A csábítás elmélete                | Someone Like You                       | Jane Goodale                   | Gubás Gabi          |
| 2002 | Frida                              | Frida                                  | Tina Modotti                   | Náray Erika         |
| 2002 | Vagány nők klubja                  | Divine Secrets of the Ya-Ya Sisterhood | Vivi Abbott Walker fiatalon    | Gubás Gabi          |
| 2002 | Tiszta ügy                         | High Crimes                            | Claire Kubik                   | Kéri Kitty          |
| 2002 | Tiszta ügy                         | High Crimes                            | Claire Kubik                   | Szávai Viktória     |
| 2004 | De-Lovely – Ragyogó évek           | De-Lovely                              | Linda Porter                   | Pápai Erika         |
| 2004 | De-Lovely – Ragyogó évek           | De-Lovely                              | Linda Porter                   | Kéri Kitty          |
| 2004 | Függőség                           | Twisted                                | Jessica Shepard                | Bertalan Ágnes      |
| 2006 |                                    | Come Early Morning                     | Lucy Fowler                    |                     |
| 2006 | Bogárűző                           | Bug                                    | Agnes White                    |                     |
| 2009 |                                    | Helen                                  | Helen Leonard                  |                     |
| 2009 | A szabadság határai                | Crossing Over                          | Denise Frankel                 | Kéri Kitty          |
| 2010 | Fogtündér                          | Tooth Fairy                            | Carly Harris-Thompson          | Györgyi Anna        |
| 2011 | Delfines kaland                    | Dolphin Tale                           | Lorraine Nelson                | Bertalan Ágnes      |
| 2011 | Bankcsapda                         | Flypaper                               | Kaitlin                        | Bertalan Ágnes      |
| 2013 | Támadás a Fehér Ház ellen          | Olympus Has Fallen                     | Margaret Asher First Lady      | Varga Klári         |
| 2014 | A beavatott                        | Divergent                              | Natalie Prior                  | Zakariás Éva        |
| 2014 |                                    | The Identical                          | Louise Wade                    |                     |
| 2014 | Delfines kaland 2.                 | Dolphin Tale 2                         | Lorraine Nelson                | Bertalan Ágnes      |
| 2014 |                                    | Big Stone Gap                          | Ave Maria Mulligan             |                     |
| 2015 | A beavatott-sorozat: A lázadó      | The Divergent Series: Insurgent        | Natalie Prior                  | Zakariás Éva        |
| 2016 | A beavatott-sorozat: A hűséges     | The Divergent Series: Allegiant        | Natalie Prior                  |                     |
| 2016 |                                    | Barry                                  | Ann Dunham                     |                     |
| 2016 | Stréberek                          | Good Kids                              | Gabby                          | Incze Ildikó        |
| 2017 |                                    | Trafficked                             | Diane                          |                     |
| 2019 | Egy kutya hazatér                  | A Dog's Way Home                       | Terri                          | Bertalan Ágnes      |
| 2022 | Azt mondta                         | She Said                               | önmaga                         | Nagy-Kálózy Eszter  |
| 2024 | Lazareth – Az erdő mélyén          | Lazareth                               | Lee                            | Bertalan Ágnes      |

### Televízió
| Év        | Magyar cím                  | Eredeti cím                              | Szerep          | Megjegyzések                               |
| --------- | --------------------------- | ---------------------------------------- | --------------- | ------------------------------------------ |
| 1991      | Star Trek: Az új nemzedék   | Star Trek: The Next Generation           | Robin Lefler    | 2 epizód                                   |
| 1991–1994 |                             | Sisters                                  | Reed Halsey     | visszatérő szereplő (32 epizód)            |
| 1994      |                             | Naomi & Wynonna: Love Can Build a Bridge | önmaga (hangja) | tévéfilm                                   |
| 1994      |                             | Space Ghost Coast to Coast               | önmaga          | 1 epizód                                   |
| 1996      | Norma Jean és Marilyn       | Norma Jean & Marilyn                     | Norma Jean      | - tévéfilm - magyar hangja: - Györgyi Anna |
| 2012      | Missing – Elrabolva         | Missing                                  | Becca Winstone  | főszereplő (10 epizód)                     |
| 2013      | Öt történet az elmezavarról | Call Me Crazy: A Five Film               | nem szerepel    | tévéfilm rendezője ("Maggie" szegmens)     |
| 2017      | Twin Peaks                  | Twin Peaks                               | Beverly Paige   | 4 epizód                                   |
| 2017–2019 | Berlini küldetés            | Berlin Station                           | BB Yates        | főszereplő (15 epizód)                     |

## Fordítás
- Ez a szócikk részben vagy egészben  az   Ashley Judd című angol Wikipédia-szócikk fordításán alapul.  Az eredeti cikk szerkesztőit annak laptörténete sorolja fel. Ez a jelzés csupán a megfogalmazás eredetét és a szerzői jogokat jelzi, nem szolgál a cikkben szereplő információk forrásmegjelöléseként.